# Semaeopus retributa
Semaeopus retributa là một loài bướm đêm trong họ Geometridae.